# FK Kolín
FK Kolín is een Tsjechische voetbalclub uit Kolín. De club speelt in het seizoen 2022/23 weer in de Česká fotbalová liga, het derde voetbalniveau in Tsjechië, sinds de degradatie in 2017. De club is opgericht in 1912 als SK Sparta Kolín.